# Grigore Preoteasa
Grigore Preoteasa (né le 25 août 1915 à Bucarest – mort accidentellement le 4 novembre 1957 à Moscou) est un communiste roumain, journaliste et ministre des Affaires étrangères de la République populaire roumaine (RPR) entre 1955 et 1957.

## Biographie
Grigore Preoteasa fut tué dans un accident de l'avion ayant raté son atterrissage et pris feu à l'aéroport international de Vnoukovo. L'avion, un IL-14 appartenant à la RPR mais avec un équipage soviétique, transportait la délégation du Parti communiste roumain venue assister au 40e anniversaire de la révolution d'Octobre à Moscou, délégation dirigée par Chivu Stoica et composée également de Ceaușescu, Alexandru Moghioroș, Ștefan Voitec (en), Ștefan Voicu et Leonte Răutu. Initialement, le chef de la délégation roumaine devait être Gheorghe Gheorghiu-Dej, mais à la veille il avait annulé son départ pour des raisons médicales.